# نيلسون لويس كرتشنا
نيلسون لويس کرتشنا (Nélson Luís Kerchner) (31 ديسمبر 1962 في ساو باولو في البرازيل – )؛ هو لاعب كرة قدم سابق كان يلعب كمدافع. يلعب مع منتخب البرازيل لكرة القدم منذ عام 1987.

## وصلات خارجية
- نيلسون لويس كرتشنا على موقع رابطة كرة القدم اليابانية للمحترفين (اليابانية)
- نيلسون لويس كرتشنا على موقع قاعدة بيانات كرة القدم.إي يو (الإنجليزية)
- نيلسون لويس كرتشنا على موقع ناشيونال فوتبول تيمز (الإنجليزية)
- نيلسون لويس كرتشنا على موقع Soccerway.com (الإنجليزية)

- National Football Teams